# Tibetische Medizin

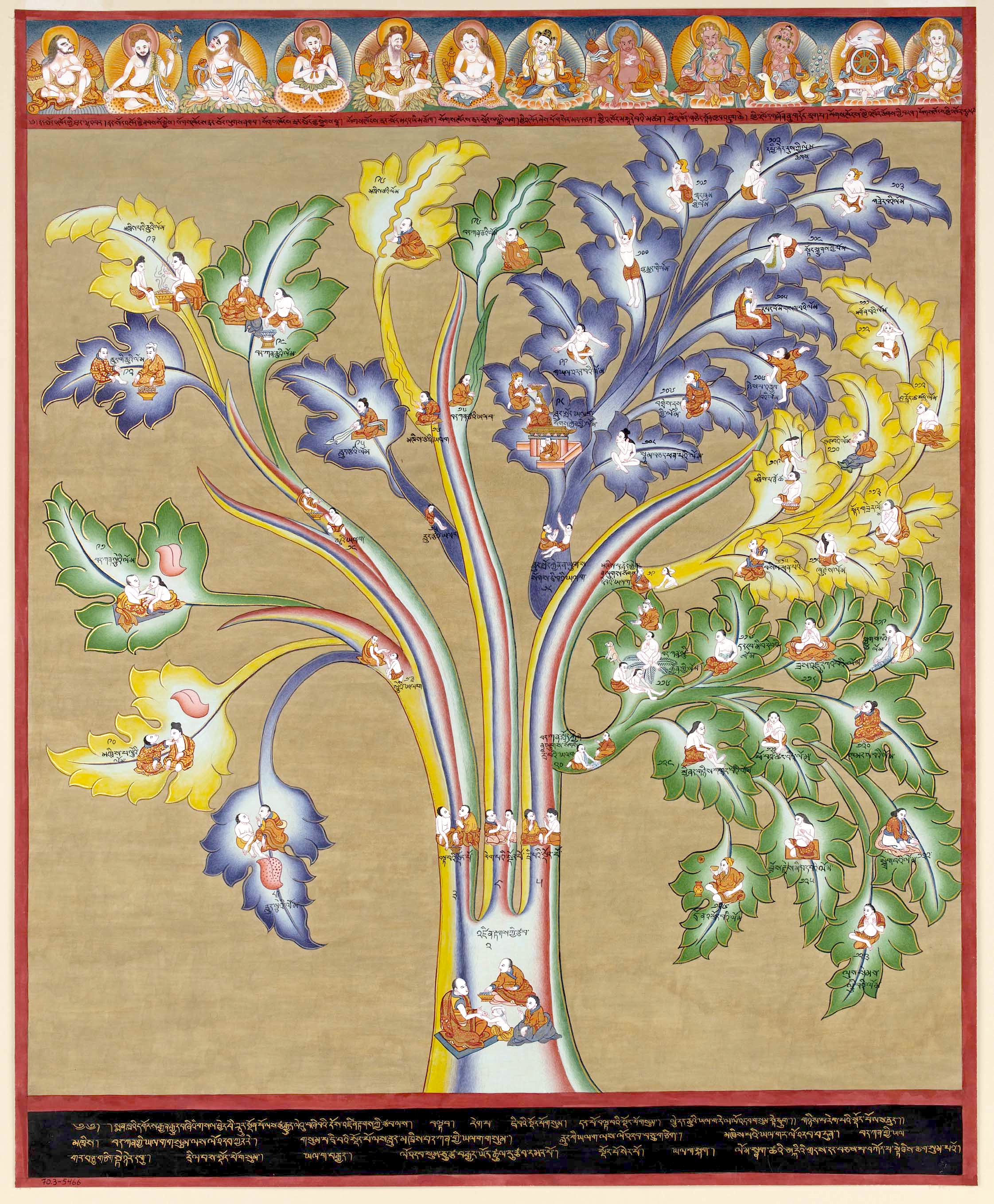
Der blaue Beryl zur Diagnose

Die Tibetische Medizin (tibetisch: བོད་སྨན Wylie bod sman) auch Traditionell Tibetische Medizin, kurz TTM (tib. བོད་ཀྱི་གསོ་བ་རིག་པ་ Wylie bod kyi gso ba rig pa) ist ein in Tibet entwickeltes Heilsystem, das vorwiegend in den Ländern und Regionen des Hochlands von Tibet verbreitet ist. Über ihren Ursprung gibt es verschiedene Legenden.
Als Basistexte der tibetischen Medizin gelten das „Gyüshi“ (tibetisch: rgyud bzhi; „Vier Tantras“, „Vier Wurzeln“) von Yuthok Yönten Gönpo (dem Älteren) (tibetisch: g.yu thog (rnying ma) yon tan mgon po; 708–833) und das „Yuthok Nyingthig“ (tib.: g.yu thog snying thig; „Herzessenz von Yuthok“) von Yuthok Yönten Gönpo (dem Jüngeren) (tibetisch: g.yu thog (gsar ma) yon tan mgon po; 1126–1202). Im 17. Jahrhundert wurden Texte des „Gyüshi“ unter dem Titel „Der blaue Beryl“ erstmals zu Ausbildungszwecken illustriert und von Desi Sanggye Gyatsho kommentiert.

## Geschichte

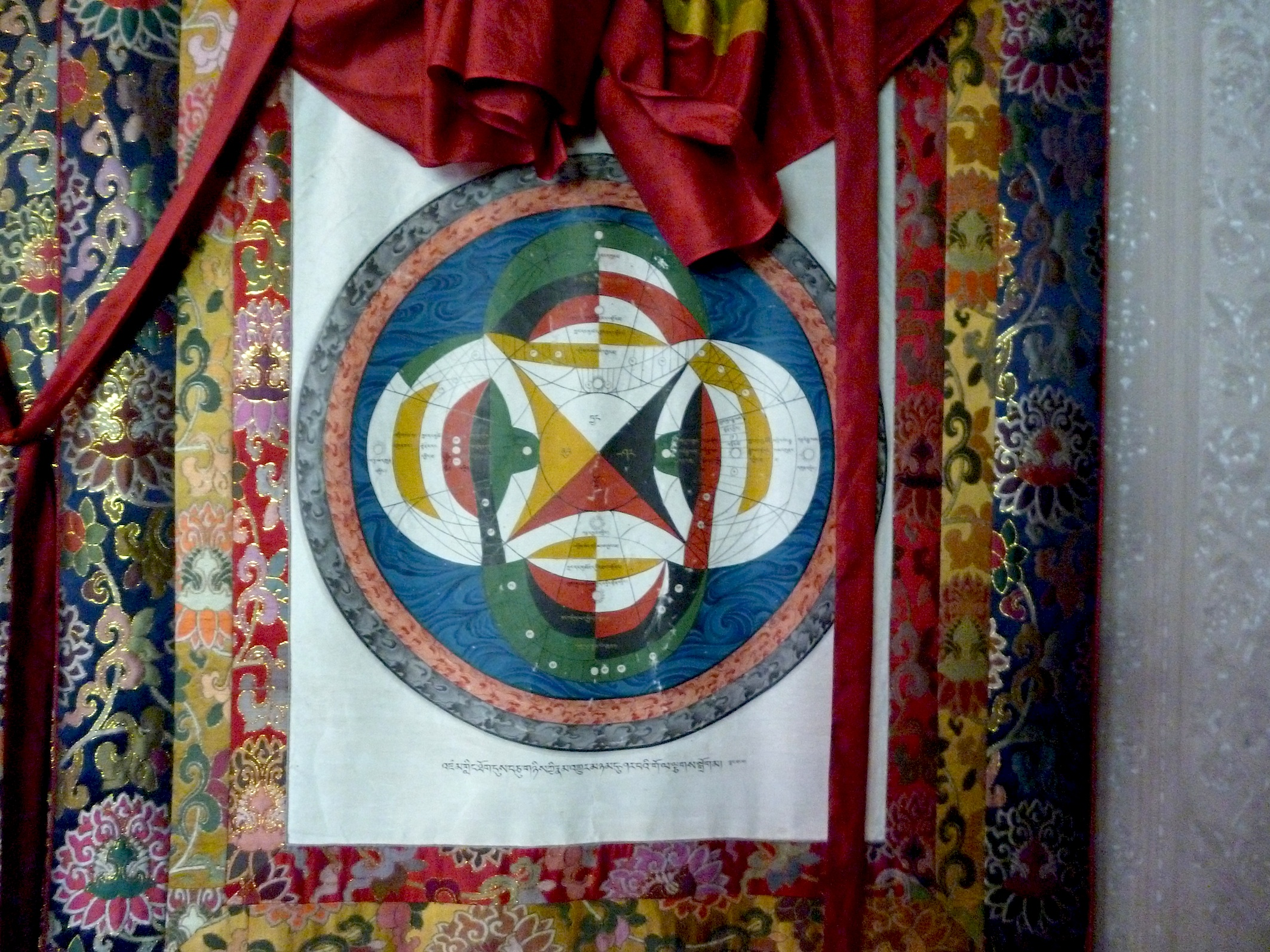
Cosmos-Thangka zur Diagnostik

Es gab im tibetischen Kulturraum schon 1000 v. u. Z. eine auf dem Bön aufbauende alte schamanische Tradition und eine magisch-medizinische Arzneimittelkunde. Tibetische Heilpflanzen hatten im antiken China den Ruf einer hervorragenden Qualität und werden bereits in frühen pharmakologischen Texten erwähnt. Ab dem 7. Jahrhundert bestand in Tibet ein reger Austausch mit den Nachbarkulturen in China im Osten, Indien und Nepal im Süden, den Oasenstädten Zentralasiens, den Regionen der Hochebene und Persien im Westen. Mit dem Buddhismus kamen die wesentlichen Schriften aus Indien nach Tibet, darunter auch medizinische Werke wie die vier grundlegenden medizinischen Tantras (Gyud-bzhi).
"Tibetologen nehmen derzeit meist an, dass die tibetische Medizin überwiegend indischen Ursprungs oder indisch inspiriert sei", schrieb Christopher Beckwith. "Die geschichtlichen Zeugnisse legen jedoch die Schlussfolgerung nahe, dass sie in Wirklichkeit zumindest im ersten Jahrhundert des Tibetischen Reiches (ca. 634-755) primär westlichen und sekundär chinesischen Ursprungs war." Tibetische Quellen erwähnen neben dem mythischen Gelben Kaiser aus China und dem legendären Bharadvāja aus Indien den griechischen Arzt Galen und seinen Beitrag zur tibetischen Medizin. Diese wurde beispielsweise durch die Humoralpathologie beeinflusst. Mehrere Werke von Galen oder Pseudo-Galen wurden unter Songzain Gambo in Tibet bekannt.
Als Begründer der Tibetischen Medizin gilt auch Yuthog Yontan Gonpo, der Jüngere, der das Standardwerk, die Vier Wurzeln, im 12. Jahrhundert geschrieben und darin verschiedene fremde Einflüsse vereinigt hat. Die Vier Wurzeln sind noch heute das wichtigste Lehrmittel der Tibetischen Medizin. In der sehr wechselhaften Geschichte zwischen Tibet und China wurde die Tibetische Medizin auch stark durch die traditionelle Chinesische Medizin (TCM) beeinflusst. Besonders die Pulsdiagnose und die Astrologie beruhen auf Einflüssen aus der TCM. Trotzdem sind die beiden Medizinsysteme grundsätzlich verschieden: Während die geistesgeschichtlichen Grundlagen der Chinesischen Medizin im Daoismus und im Konfuzianismus liegen, basiert die Philosophie der Tibetischen Medizin auf dem aus Indien stammenden Buddhismus (und zum Teil als medizinische Disziplin klassischer indischer Medizin verstanden werden kann), während ihre medizinischen Grundlagen aus dem Ayurveda stammen, der in Tibet eine eigene Ausprägung erlangt hat.

## Grundlagen der Tibetischen Medizin

### Elemente
Grundbestandteil allen Seins sind die fünf Elemente Erde, Wasser, Feuer, Holz und Metall. Wichtig ist das harmonische Gleichgewicht unter den Elementen, das zum Beispiel durch Ernährung erreicht werden kann.

### Nyes pa
Die Grundeigenschaften des Körpers werden als Nyes pa definiert, wörtlich Fehler oder Makel. Ein Nyes pa ist jeder Fehler oder Irrtum, jeder Verstoß gegen den Lebensrhythmus, der Chaos verursacht. Befinden sich diese nicht im ausgeglichenen Zustand, zerstören sie den Körper; wenn sie zusammen in Harmonie arbeiteten, dann ist der Mensch gesund. Wenn sich diese Körperprinzipien in einem Zustand des Mangels, des Überschusses oder der Störung befinden, stören sie sich gegenseitig, was zur Entstehung von Krankheiten führt. Jede der "Körperenergien" tritt in fünf verschiedenen Formen mit unterschiedlichen Funktionen und Lokalisationen auf. Es gibt ein differenziertes System von Körperkanälen, in denen verschiedene Formen von "Energien" und Flüssigkeiten transportiert würden. Aus diesen Annahmen ergibt sich in der Tibetischen Medizin ein komplexes System mit einer spezifischen Diagnostik.
Die drei Nyes pa sind aktive Verdichtungen der fünf großen Elemente. rLung nyes pa entsteht aus Luft und Raum, mkhrispa nyes pa aus Feuer, badkan nyes pa aus Wasser und Erde. Ihre Aufgabe besteht darin, diese Elemente im Mikrokosmos des Körpers zu beeinflussen. Die Übersetzung der Begriffe ist jedoch uneinheitlich.
- rlung, Sanskrit vayu, vatta (Wind) – die Energie der Bewegung: rlung (sprich: lung) steht für das bewegliche Element im Körper und im Geist; rlung ist an allen physiologischen Prozessen beteiligt, die ihrem Wesen nach dynamisch sind, und es ist die treibende Kraft hinter den vegetativen Funktionen Atmung, Herztätigkeit und Peristaltik; rlung steht aber auch für die Sinneswahrnehmungen und die psychische Aktivität.
- mkhrispa, tripa, Sanskrit pitta (Galle) – das Feuer des Lebens: mkhrispa (sprich: tripa) steht für die unterschiedlichen Arten von Wärme im Körper, sei am Prozess des Metabolismus beteiligt, besonders an der Verdauung, die mit dem Kochen der Nahrung verglichen wird.
- badkan, Sanskrit Kapha (Schleim) – das flüssige Element: badkan (sprich: becken) steht für alle Faktoren des Flüssigen im Körper, es erfüllt Funktionen mechanischer Natur: Kohäsion, Stützung, Schmierung usw.

### Die Krankheitslehre
In den vier Hauptwerken der Tibetischen Medizin ist von 84'000 Störungen die Rede, die in 404 Krankheiten eingeteilt werden. Davon wiederum seien 101 Krankheiten karmisch bedingt und endeten, wenn unbehandelt, mit dem Tod. 101 Krankheiten stammten aus dem jetzigen Leben und könnten grundsätzlich mit Arzneien geheilt werden. 101 Krankheiten würden durch Geister verursacht.
101 Krankheiten sind oberflächlicher Natur. Das heißt, sie können durch richtiges Verhalten geheilt werden. Die buddhistischen „Drei Geistesgifte“ werden den doshas zugeordnet. Die drei Gifte führten zu einem gestörten Gleichgewicht der drei doshas. Nach tibetischem Verständnis entscheidet so die geistige Grundhaltung über Gesundheit oder Krankheit.
| Unwissenheit, Verblendung, Annahme eines Ich Ti-mug | → badkan, Schleim |
| Gier (Begierde oder Anhaftung) Dö-chag              | → rlung, Wind     |
| Hass (Zorn, Aggression oder Neid) She-tang          | → mkhrispa, Galle |

Ti-mug, die Unwissenheit über die Nichtexistenz eines Ichs, sei die wichtigste Ursache allen Leidens. Solange der Mensch das Ich-Bewusstsein besitze, trage er die Krankheit inhärent mit sich. Aus diesem Ich-Bewusstsein heraus entstünden die Anhaftung und die Ablehnung.

### Diagnostik
Die Diagnostik in der Tibetischen Medizin soll über das Ungleichgewicht der drei Körperenergien Aufschluss geben. Die Beobachtung ermittelt am Patienten äußere Zeichen der Störung, dazu wird vor allem die Zungen- und die Urindiagnostik verwendet. Die Befragung der Vorgeschichte und des derzeitigen Zustandes zeigt auf, wie der Körper in den Zustand des Krankseins geraten ist, und was die Auslöser der Krankheit sind. Die Tastung der Pulsqualität hat in der Tibetischen Medizin große Bedeutung. So sollen durch Tastung der Pulsqualitäten Rückschlüsse auf Störungen oder Disharmonien der drei Körperprinzipien gezogen werden. Als mögliche Ursache gesundheitlicher Störungen wird darüber hinaus der negative Einfluss von Geistern angesehen.

### Therapie
Gesundheit wird als ein Zustand der Ausgewogenheit definiert. Vorbeugende und therapeutische Methoden haben zum Ziel, das Gleichgewicht innen wie außen zu wahren oder wiederherzustellen. Die erste Heilmethode ist die richtige Ernährung, die Verordnung von Diäten und Ernährungsrichtlinien, die eine der Tages- und der Jahreszeit angepasste, maßvolle Nahrungsaufnahme beinhalten. Da die Nahrungsmittel postulierte Körperenergien durch ihre elementare Zusammensetzung direkt beeinflussen sollen, kann man über die richtige Diätetik gezielte Vorbeugungsmedizin betreiben.
Die zweitwichtigste Heilmethode ist das richtige Verhalten, da die wichtigste Krankheitsursache aus buddhistischer Sicht in der Geisteshaltung liegt. Gier und Anhaften, Wut und Hass sowie der Glaube an eine den Dingen innewohnende Wirklichkeit werden mit spezifischen Krankheitsmustern in Verbindung gebracht; sie führten zu einem Ungleichgewicht der Elemente und der drei Körperprinzipien.
Als dritter therapeutischer Schritt verschreibt der tibetische Arzt zusätzlich Medikamente in Form von Pillen, Pulvern, Pasten, Dekokten, Aschen etc. Die über zweihundert verwendeten Medikamente bestehen vorwiegend aus Pflanzenbestandteilen. In wenigen Arzneien werden Bestandteile tierischer Herkunft verwendet (z. B. Fleisch, Hirn und Gallensteine), es kommen auch verschiedene mineralische Substanzen hinzu. So sind in den Juwelenpillen pulverisierte Edel- und Halbedelsteine enthalten, traditionell auch Quecksilber.

Als letzte Maßnahme wird die äußere Behandlung in Form von Kompressen, Massagen, Schröpfen, Bäder, Räucherungen oder drastischen Methoden wie Moxibustion, Kauterisation und Aderlass an spezifischen Punkten angewandt.
Das Lum-Heilbad soll das Gleichgewicht zwischen Körper und Geist stärken oder wiederherstellen und so vorbeugend oder therapeutisch wirken. Es wird, angeleitet von Manpa-Therapeuten, in natürlichen Thermalquellen, Kräuter- oder Dampfbädern ausgeführt und gehört seit 2018 zum Immateriellen Kulturerbe der Menschheit.
Zur Bestimmung des idealen Einnahmezeitpunkts tibetischer Medikamente wird häufig die Benutzung von Astrologie und Zahlenmystik empfohlen. Die tibetische Astrologie wird im medizinischen Bereich auch zur Bestimmung von bösen Geistern herangezogen, die den Patienten beeinträchtigen sollen, sowie zur Ermittlung von Gebeten, die als therapeutische Maßnahme gegen diese anzuwenden seien.
Vor 1951 fand in Tibet eine „medizinische Behandlung“ nach westlichem Verständnis nicht statt. Die ausgebildeten Lamas beschränkten sich auf das Herbeten der in ihrer Jugend gelernten Texte. Diese enthielten selten anatomisch richtige Angaben, so sollte bei Frauen und Männern das Herz auf verschiedenen Seiten in der Brust sein. Starb der Patient, nahm man an es läge daran, dass der Lama einen Teil des Textes falsch hergesagt hatte, was aber keine Konsequenz hatte. Jegliche Handlung der „Heilkundigen“ musste bezahlt werden, etwas, dass sich die wenigsten in Leibeigenschaft gehaltenen Bauern, die gut achtzig Prozent der Bevölkerung ausmachten, leisten konnten. Aus dem buddhistischen Verständnis heraus alles Leben unversehrt zu lassen erklärt sich, dass Operationen nicht stattfanden, abgesehen von Verstümmelungen als Körperstrafen. Ein Hygieneverständnis, darin sind sich alle westlichen Reisenden in ihren Berichten von 1840–1949 einig, gab es nicht. Syphilis wurde zwar im Frühstadium mit Quecksilber behandelt, blieb aber in den späteren Stadien unerkannt und war weit verbreitet. Die Kindersterblichkeit im ersten Lebensjahr lag noch 1953 bei 45 Prozent.  Die übliche „Heilmethode“ für die häufigen Pocken war es Erkrankte und ihre gesamte Familie in die Berge zu treiben, wo sie Wind, Wetter und wilden Hunden ausgesetzt verstarben.

### Heilpflanzen
Typische tibetische Heilpflanzen sind
- Akelei-Kräuter (Aquilegia)
- Aloen (Aloe)
- Gold-Fingerkraut (Potentilla aurea)
- Isländisches Moos (Cetraria islandica)
- Schafgarbe (Achillea)
- Sandmalve (Sida cordifolia)
- Spitzwegerich (Plantago lanceolata)
- Vogelknöterich (Polygonum aviculare)

## Ausbildung
Die Universität für tibetische Medizin in Lhasa bietet Studiengänge in traditioneller tibetischer Medizin und Arzneimittellehre an.

## Film
Im Jahr 1997 erschien der Dokumentarfilm Das Wissen vom Heilen des schweizerischen Filmemachers Franz Reichle, der sich umfassend mit der tibetischen Heilkunde befasst.